# Okno
Az Okno (cirill betűkkel: Окно, magyar jelentése: Ablak) a Föld körüli kozmikus térség megfigyelésére és ellenőrzésére szolgáló orosz elektro-optikai felderítő rendszer, amely Tádzsikisztánban, 2216 m-es tengerszint feletti magasságban, a Pamír hegységben, Norak település közelében működik. Az orosz Kozmikustérség-ellenőrző Rendszer (SZKKP) része, az Orosz Fegyveres Erők Lég- és Űrvédelmi Erői üzemeltetik. Az üzemeltető egység száma: 52168. Feladata a 2000 km és 40 ezer km magasság között keringő űreszközök nyomon követése, de egyéb űrkutatási célokra (pl. kisbolygók megfigyelése) is alkalmas. A rendszer az űreszközök követését passzív üzemmódban, automatikusan végzi. 2004-től működik üzemszerűen.

## Története
Építését 1979-ben kezdték. Az objektumot kiszolgáló katonai egységet, melynek laktanyáját a Vahs folyó mellett építették fel, 1980. július 24-én szervezték meg. A munkálatok 1992-ben a tádzsikisztáni polgárháború harcai miatt félbeszakadtak. A tesztüzem 1999-ben kezdődött el.